# Royal Aircraft Factory N.E.1
Royal Aircraft Factory N.E.1 là một mẫu thử máy bay tiêm kích đêm của Anh trong Chiến tranh thế giới I.

## Quốc gia sử dụng
Anh Quốc
- Quân đoàn Không quân Hoàng gia

## Tính năng kỹ chiến thuật
Dữ liệu lấy từ British Aeroplanes 1914-18
Đặc điểm tổng quát
- Kíp lái: 2
- Chiều dài: 28 ft 6 in [2] (8,67 m)
- Sải cánh: 47 ft 10 in (14,58 m)
- Chiều cao: 9 ft 8 in (2,95 m)
- Diện tích cánh: 555 sq ft (51,6 m²)
- Trọng lượng rỗng: 2.071 lb (941 kg)
- Trọng lượng có tải: 2.946 lb (1.339 kg)
- Động cơ: 1 × Hispano-Suiza 8 kiểu động cơ V8, làm mát bằng nước, 200 hp (149 kW)

 Hiệu suất bay 
- Vận tốc cực đại: 95 mph (83 knot, 153 km/h) trên độ cao 10.000 ft (3.050 m)
- Trần bay: 17.500 ft [3] (5.540 m)
- Thời gian bay: 2¾ h
- Lên độ cao 5.000 ft (1.520 m): 9 phút
- Lên độ cao 10.000 ft (3.050 m): 22 phút
- Lên độ cao 18.000 ft (5.490 m): 81 phút 25 giây

Trang bị vũ khí

- Súng:
- 1× pháo 1.59-inch (40 mm) Breech-Loading Vickers Q.F., Mk II
- 1× Súng máy Lewis .303 in